# Vũ khí tối thượng
Vũ khí tối thượng (Lethal Weapon) là phim đầu tiên trong sêri các phim Mỹ được phát hành trong những năm 1987, 1989, 1992, và 1998, các diễn viên chính Mel Gibson và Danny Glover đóng vai một cặp sĩ quan cảnh sát Los Angeles không ăn ý. Bộ phim thuộc thể loại hành động-hài, và thường được coi là kiểu phim "Đôi bạn cảnh sát thân thiết" (Buddy Cop).

## Tên phim
Lethal Weapon khi vào Việt Nam xuất hiện dưới các tên sau: Vũ khí tối thượng, Vũ khí hủy diệt, Vũ khí giết người, Vũ khí sát thương.

## Cốt truyện
Câu chuyện bắt đầu vào tháng 12 năm 1987 khi xảy ra vụ tự sát của Amanda Hunsacker, con gái Michael Hunsacker (Tom Atkins) - một người bạn chiến đấu cũ của sĩ quan LAPD Roger Murtaugh. Là một cảnh sát trong 20 năm, Roger Murtaugh phải bắt đầu làm việc với người đồng nghiệp không mong muốn trong ngày sinh nhật thứ 50 của mình. Martin Riggs 37 tuổi, có người vợ đã từng chung sống 11 năm trước khi bị chết trong một tai nạn ôtô 3 năm trước đó. Chính vì lý do đó, Riggs luôn có ý định tự vẫn, trở thành sâu rượu, luôn có thái độ khinh suất và bạo lực trong phương pháp làm việc của mình và được coi là một "vũ khí tối thượng". Trung sĩ Murtaugh không lấy gì làm vui vẻ khi có một đồng nghiệp "luôn trong tình trạng tơi tả" và "chỉ có một điều ước là chết", nhưng ông đã sớm chịu ơn cứu mạng với người đồng nghiệp mới.
Trong khi đang điều tra cái chết của Amanda Hunsacker, hai người đã phát hiện ra vụ buôn lậu heroin do những cựu binh của lực lượng đặc biệt trong Chiến tranh Việt Nam tổ chức, gọi là Đại đội Bóng tối (Shadow Company), thông qua các mối quan hệ của CIA trong thời kỳ chiến tranh ở Air America - một công ty đầu mối được sử dụng để buôn lậu heroin từ vùng Tam giác vàng. Những phi vụ này được đạo diễn bởi một con người độc ác là Đại tướng Peter McAllister (Mitchell Ryan) - chỉ huy trước đây của Shadow Company - và cánh tay phải của ông ta, cũng là một người người đầy dã tâm - Peter Joshua (Gary Busey). Murtaugh và Riggs - đều là cựu binh Chiến tranh Việt Nam - phát hiện ra Michael Hunsacker đã "rửa tiền" qua ngân hàng của ông ta, và McAllister sắp đặt vụ giết hại Amanda Hunsacker nhằm làm cho Michael không dám hé lộ về những thứ ông ta biết về các vụ buôn lậu heroin; ngay sau khi hai viên cảnh sát đụng độ Michael Hunsacker, Joshua đã bất ngờ xuất hiện trên một chiếc trực thăng và giết Michael.
Khi Riggs và Murtaugh phát hiện thêm nhiều tình tiết về mạng lưới của Shadow Company, các thành viên của Shadow Compay bắt cóc con gái của Murtaugh là Rianne để gây áp lực buộc Murtaugh phải nói những điều Michael Hunsacker tiết lộ. Riggs, đầu tiên bị McAllister bắt, đã tự giải thoát mình và sau đó cứu cả Murtaugh và Rianne. Bộ đôi này sau đó đã tấn công Shadow Company và bắn hạ gần hết các thành viên của nhóm này; McAllister bỏ mạng trong một vụ nổ xe hơi (cùng với heroin), cả Riggs và Murtaugh bắn chết Joshua sau khi Riggs đánh bại hắn trong một trận đấu tay không trên bãi cỏ nhà Murtaugh.
Murtaugh và Riggs trở thành đôi bạn thân thiết, Riggs dự Giáng sinh cùng với gia đình Roger; Riggs mang con chó Sam để làm bạn với con mèo của họ là Burbank.

## Phản ứng
Bộ phim với kinh phí khiêm tốn 15 triệu đôla, đã thu được doanh thu tổng cộng 65 triệu đôla ở nội địa và 55 triệu đôla ở nước ngoài, xếp hạng Topten các phim năm 1987. Bộ phim được phát hành vào mùa xuân, thời điểm khá bất thường cho việc phát hành các phim hành động. Qua bộ phim này, sự nghiệp của Gibson và Glover càng thêm vững chắc.
Thành công của bộ phim đã làm cảm hứng cho các nhà làm phim sản xuất một loạt các phim tương tự. Mỗi phim giới thiệu một nhân vật chính mới: Leo Getz (Joe Pesci) năm 1989 trong Vũ khí tối thượng 2, Lorna Cole (Rene Russo) năm 1992 trong Vũ khí tối thượng 3, và Thám tử Lee Butters (Chris Rock) năm 1998 với phim Vũ khí tối thượng 4.